# Новицкий, Никита Леонидович
Никита Леонидович Новицкий (род. 24 августа 2000 года в Усть-Илимске, Иркутская область, Россия) — российский фристайлист, выступающий в могуле и парном могуле, чемпион мира среди юниоров, призёр чемпионата России, участник Олимпиады 2022.

## Биография
Никита Новицкий родился 24 августа 2000 года в Усть-Илимске, в 2 года переехал с родителями в Красноярск. В 3 года отец, тренер по боксу, научил его кататься на горных лыжах.
В детстве кроме лыж занимался хоккеем и гимнастикой. Первый тренер по фристайлу — Татьяна Михайловна Шашко.
В 2016 году отобрался на первые международные соревнования — Чемпионат мира среди юниоров, но не смог принять в нём участие из-за травмы. На юниорском чемпионате 2018 года занял 8 место в могуле и 24 в парном могуле. 7 декабря 2018 года дебютировал в Кубке мира.
В марте 2019 года на Универсиаде стал 7-м в могуле и 5-м в парном могуле. На Чемпионате России стал 4-м в могуле и завоевал бронзу в парном могуле. В апреле выиграл Чемпионат мира среди юниоров в могуле.
Вторую бронзовую медаль Чемпионата России получил в декабре 2020 в могуле, а в парном могуле на этот раз занял четвёртое место. На Чемпионате мира 2021 в Казахстане стал 4-м в могуле.
Вошёл в состав сборной Олимпийского комитета России на олимпиаде 2022 в Пекине. В первой квалификации в могуле не попал в число 10 участников, прошедших в финал, заняв 13 место. Во второй квалификации занял 6 место и попал во вторую десятку участников финала. В первом финале стал 13-м и завершил выступление, так как во второй финал прошли только 12 первых участников.